# Nicolas Frantz
Nicolas Frantz (4. listopad 1899, Mamer – 8. listopad 1985, Lucemburk) byl lucemburský profesionální cyklista. Dvakrát vyhrál Tour de France (1927, 1928). Roku 1929 získal stříbro na mistrovství světa v silniční cyklistice a v roce 1932 bronz. Závodil za týmy Thomann (1923) a Alcyon (1924–1934).